# Barranc de Pla Mià
El barranc de Pla Mià és un barranc del terme de Conca de Dalt, al Pallars Jussà, dins del seu antic terme de Toralla i Serradell, en l'àmbit del poble de Serradell.
Es forma al vessant septentrional de la Serra de Sant Salvador, a llevant de la Roca Palomera i molt a prop a ponent del Tossal del Càvet, al sud-oest de Serradell. Davalla cap al nord, fent una inflexió cap a ponent, i discorre pel costat de llevant de la partida de Pla Mià i a ponent de lo Boïgot Rodó. S'aboca en el riu de Serradell just davant, i a migdia, de la partida de lo Vedat. Travessa l'extrem de ponent de l'Obac de Serradell, on troba la Font del Llop.